# Epitoxis albifrons
Epitoxis albifrons là một loài bướm đêm thuộc phân họ Arctiinae, họ Erebidae.